# Pielasroavvi
Pielasroavvi är en kulle i Finland. Den ligger i Utsjoki kommun och landskapet Lappland, i den norra delen av landet, 1 000 km norr om huvudstaden Helsingfors. Toppen på Pielasroavvi är 404 meter över havet, eller 85 meter över den omgivande terrängen. Bredden vid basen är 2,6 km.
Terrängen runt Pielasroavvi är platt åt sydost, men åt nordväst är den kuperad.  Trakten runt Pielasroavvi är nära nog obefolkad, med mindre än två invånare per kvadratkilometer. Närmaste större samhälle är Karigasniemi, 13,5 km norr om Pielasroavvi. Omgivningarna runt Pielasroavvi är i huvudsak ett öppet busklandskap.